# 王怀仁
王怀仁（英語：George E. Metcalf，1879年3月3日—1956年1月15日），1906年被中國內地會派往中国云南传教的英国籍新教传教士。他用柏格理苗文翻译了《圣经·新约》，并创制了柏格理傈僳文（框格式傈僳文）。

## 生平经历

### 在英期间
王怀仁于1879年3月3日生在英国伯明翰沃什顿巷（Warstone Lane），是家中第三子，父母是塞缪尔·梅特卡夫（Samuel Metcalf）和爱玛·梅特卡夫（Emma Metcalf）。王怀仁曾当过裁缝学徒，在牛津开过一家裁缝店。青年时受牧师卢克·怀斯曼（Revd Dr Luke Wiseman）布道的影响而入教，并成为了一名牧师。

### 来华期间
於1906年，王怀仁于加入内地会，并被派往中国传教。10月23日，他抵达上海，在经过一段时期的中文培训後，长途跋涉前往云南，途中会见了在洒普山部落布道的郭秀峰（Arthur G. Nicholls）和在撒营盘布道的张尔昌（Gladstone Porteous），还用柏格理苗文翻译了部分《圣经·新约》。王怀仁最後落足于滔谷（Taogu）的东傈僳族部落，在该地创办了基督教堂和圣经学院。
於1921年，王怀仁与伊丽莎白·玛丽·唐纳利（Elizabeth Mary Donnelly，1891年1月19日－1966年8月25日）女士成婚。伊丽莎白来自澳大利亚阿德莱德，也是一名传教士，于1917年11月28日来华。王怀仁与伊丽莎白後來育有一儿一女，女兒名叫露丝·梅特卡夫（Ruth Metcalf，1924年6月24日－2010年1月18日），兒子名叫史蒂芬·阿诺德·梅特卡夫（Stephen Arnold Metcalf，1927年10月23日－）。後來，露丝和史蒂芬被送往山东烟台的芝罘学校（Chefoo Schools，又名中国内地会学校）接受教育，完成學業後，兩人都加入了原為内地会的海外基督使团。露丝被派往泰国传教，史蒂芬則被派往日本。
王怀仁在华期间，还教过一位名叫王志明的苗族学生。王志明，云南武定县長沖人，於1913年到1924年期間在武定大阱和灑普山的教會學校接受教育。毕业后，他从事传教工作，並於1940年起擔任滇北地區內地會灑普山總堂的傳道員。王志明公開反对驱逐外国人、批斗地主等中共政府主持的行动，因此在文化大革命期间被中共政府逮捕并判死刑，于1973年12月29日执行枪决。於1998年，英女王公布的《20世紀世界十大基督教殉道者》名单上有他的名字，他的雕像亦被刻在伦敦西敏寺西门上，成為了西敏寺纪念的唯一一位中国人。

### 迁澳期间
於1951年，中国共产党政府驱逐包括在华传教士在內的外國人。王怀仁与伊丽莎白因此被迫跟随大批传教士离开中国，後定居澳大利亚。於1956年1月15日，王怀仁在墨尔本辞世。於1966年8月25日，伊丽莎白也在墨尔本辞世。

## 主要成就

### 翻译苗文版圣经
王怀仁在云南期间就开始使用柏格理苗文翻译《圣经·新约》，完成後，手抄副本一份留在东傈僳教堂（Eastern Lisu Church），而正本則带往香港。可惜的是，留在东傈僳教堂的一份在文革期间被毁。1999年，王怀仁的女儿露丝又将一本副本赠予云南武定县宗教事务所。
在香港圣经公会的帮助下，王怀仁用东傈僳文写成的《圣经·新约》也在1995年出版。

### 创建柏格理傈僳文
王怀仁参考了柏格理在石門坎传教期间创制的滇东北老苗文（又叫柏格理苗文），创制了适合东傈僳族语言的框格式傈僳文（因为其与柏格理苗文的联系，也称为柏格理傈僳文）。